# Джемаил Хасани
Джемаил Хасани (на албански: Xhemail Hasani), известен като Джем Хаса и Джемо Симница, е албански националист, ръководител на Бали Комбътар на територията на  Албанската окупационна зона в Югославия.

## Биография
Джемаил Хасани е роден през 1908 година в многодетно бедно семейство в гостиварското село Симница, което тогава е в Османската империя. Занимава се със земеделие. В 1936 година извършва убийство на командващия местните югославски жандармеристи, който тормози албанците по селата и бяга в Албания. Там Хасани става офицер, след което участва в пограничен сблъсък с гръцки войски в Северен Епир. В началото на 1941 година се връща в западната част на тогавашната Вардарска бановина, която след разгрома на Югославия през април, попада под италиански протекторат и е присъединена към Албания. Там Хасани поема ръководството колаборационистката паравоенна групировка Бали Комбътар, действаща срещу комунистическите партизани и тероризираща българското население в областта.. През лятото на 1944 година югославските и албанските комунистически партизани от Пета партизанска бригада превземат Макелари. Отряд балисти, пристигнал от Дебър и ръководен от Хасани, ги разбива.. Заедно с Фикри Дине и Хусни Дима ръководи редица други акции срещу партизаните. Хаса действа в сътрудничество с Мефаил Шеху и често изпраща войници от Гостивар към Тетово, за да го подпомогне.
След като областта е превзета през ноември 1944 г. от Българската армия с помощта на комунистическите партизани, Бали Комбътар продължават да се противопоставят на практика до края на Втората световна война. Хасани е отровен от свой сътрудник по поръчка на ОЗНА на 6 май 1945 година край село Беличица. В родното му село, което днес се намира в Северна Македония, през 2006 година от местни албански националисти е построен негов паметник.